# Attentat du 2 novembre 2020 à Vienne
L'attentat du 2 novembre 2020 à Vienne, capitale de l'Autriche, est une fusillade terroriste islamiste survenue dans la soirée du 2 novembre 2020, qui a fait plusieurs morts et blessés. Des coups de feu sont d'abord entendus dans la Seitenstettengasse près de la synagogue Stadttempel située à proximité de la Schwedenplatz, dans le quartier central de la ville, Innere Stadt. 
L'assaillant, Kujtim Fejzulai, est abattu par la police tandis qu'un policier est gravement blessé. Les médias locaux parlent très vite d'une « attaque terroriste », information non reprise par les autorités dans un premier temps, puis qu'elles confirment au matin du 3 novembre en qualifiant l'attentat d'attaque « terroriste islamiste ».

## Déroulement
L'attaque commence à 20 h, à quelques heures de la mise en place du confinement contre la Covid-19, sur la Seitenstettengasse, près de la Schwedenplatz de Vienne, et près de l'Opéra et de la grande synagogue Stadttempel, quand un homme armé d'une Kalachnikov de type Zastava M70, d'une arme de poing et d'une machette commence à tirer. Le maire de Vienne, Michael Ludwig, évoque des fusillades dans des restaurants.
Les faits donnent lieu rapidement à une importante mobilisation policière, tandis que les autorités appellent les habitants à rester chez eux.
Les fusillades font plusieurs morts et une quinzaine de blessés dont un policier. Un terroriste est abattu à 20 h 9. Les forces spéciales EKO Cobra et Wega mobilisent tous leurs efforts pour faire le point et assurer l'élimination des terroristes.
Les attaques ont eu lieu dans six voies fréquentées du centre historique de Vienne : Salzgries, le Fleischmarkt, le Bauernmarkt, le Graben, la Seitenstettengasse et la Morzinplatz.
Le chancelier fédéral, Sebastian Kurz, dénonce à 23 h 15 « une attaque terroriste répugnante ».
Le ministre de l'Intérieur Karl Nehammer évoque dans une conférence de presse à une heure du matin le 3 novembre « plusieurs morts et plusieurs blessés » et demande à la population de rester chez elle dans la mesure du possible et de ne pas emmener les enfants à l'école le lendemain. Franz Ruf, directeur de la sécurité publique, déclare un renforcement des contrôles aux frontières et la mise en place de barrages dans la ville.

## Auteur
Le ministre autrichien de l'Intérieur, Karl Nehammer, décrit l'assaillant abattu comme un « terroriste islamiste » sympathisant du groupe État islamique (EI).
Le terroriste abattu, Kujtim Fejzulai, est né en 2000 à Mödling (selon une déclaration du ministère des Affaires intérieures de la Macédoine du Nord (en)), où il a grandi dans une famille musulmane originaire de Macédoine du Nord et membre de la minorité albanaise, de ce pays des Balkans. Il se fait connaître de la justice autrichienne en 2018 pour avoir essayé de rejoindre la Syrie pour prendre part à la guerre civile. Arrêté en Turquie et renvoyé en Autriche, il est condamné en avril 2019 à vingt-deux mois de prison. Au cours de son procès, il affirme être prêt à se battre pour l'État islamique et place lui-même le début de sa radicalisation à 2016, une année de sa vie marquée par des conflits familiaux et l'échec scolaire. Après avoir envisagé l'Afghanistan, il avait opté pour la Syrie. 
Il est libéré sous condition en décembre de la même année car, étant jeune adulte, il bénéficie des avantages de la loi sur les tribunaux pour mineurs (JGG). Il intègre un programme de déradicalisation au cours duquel il montre des signes encourageants. A posteriori, le ministre Karl Nehammer parle d'une pratique de taqîya pour tromper les personnes chargées de son suivi et dissimuler son extrémisme.
L'homme, âgé de 20 ans, était aussi détenteur de la nationalité autrichienne.
Le matin du jour de l'attaque, l'assassin avait publié diverses photos sur Instagram, qui comprenaient un serment d'allégeance au chef de l'EI Abou Ibrahim al-Hachimi al-Qourachi, ainsi que des photos le montrant avec les armes qui ont ensuite été utilisées.

## Victimes
L'attaque fait quatre morts, deux hommes et deux femmes, et vingt-trois blessés, dont sept personnes sont dans un état critique,. Une des deux femmes décédées est de nationalité allemande.
Une jeune femme allemande de 24 ans étudiante à l'université des arts appliqués de Vienne est abattue devant un pub sur la Ruprechtsplatz, où elle travaillait également comme serveuse. Au coin du Fleischmarkt et du Bauernmarkt, le terroriste tire sur un jeune homme de Korneuburg âgé de 21 ans, originaire de Macédoine du Nord, et un restaurateur chinois de 39 ans ayant obtenu la citoyenneté autrichienne est abattu sur la Schwedenplatz. Enfin, une Autrichienne de 44 ans est décédée à la clinique d'Ottakring (de) des suites de ses blessures.
Vingt-trois personnes ont été blessées, dont sept femmes et seize hommes. Parmi les femmes figurent trois Autrichiennes, une binationale germano-suisse, une Bosnienne, une Slovaque et une Chinoise ; parmi les hommes dix Autrichiens, un Luxembourgeois, un Afghan, un Slovaque et trois Allemands. Treize personnes sont très grièvement blessées par balle,,.

## Enquête
L'appartement de Kujtim est perquisitionné la nuit du crime. Des perquisitions à domicile sont également menées dans l'entourage du terroriste dans la matinée du 3 novembre. Les enquêteurs vérifient également si un ou plusieurs autres auteurs sont en fuite.
Au cours de l'enquête, quatorze personnes ont été arrêtées en Autriche. Les premières évaluations des données fournies n'ont révélé aucune preuve de l'existence d'un autre auteur.
En Suisse, dans la journée du 3 novembre, deux jeunes hommes détenteurs de passeports helvétiques, âgés de 18 et 24 ans, sont arrêtés à Winterthour en lien avec l’attaque.
Selon le ministère de l'Intérieur, l'assassin avait au moins un fusil d'assaut, une arme de poing et une machette avec lui. À l'été 2020, le jeune homme de 20 ans s'était rendu en Slovaquie pour y acheter des munitions. Les services secrets slovaques avaient alors mis en garde l'Autriche à ce sujet. On ignore pourquoi rien n'a été fait par la suite.
En rapport avec l'attaque islamiste de Vienne, une intervention policière a lieu en Allemagne le 6 novembre au matin. L'Office fédéral de police criminelle annonce que les forces de sécurité ont perquisitionné les maisons et les locaux commerciaux de quatre personnes en Basse-Saxe, Hesse et Schleswig-Holstein. Les quatre hommes âgés de 19 à 25 ans appartenaient également à la mouvance islamiste.

## Revendication
Le 3 novembre 2020, Daech revendique l'attaque dans les termes suivants : « Avec la grâce d'Allah Tout-Puissant, le soldat du califat Abou Doujana al-Albani — qu'Allah l'accepte — s'est rendu hier aux rassemblements des croisés à Vienne en Autriche, et les a ciblés avec sa mitrailleuse, un pistolet et un couteau, tuant et blessant environ 30 croisés, dont un officier et des policiers, et à Allah appartient la louange ».

## Erreurs des autorités de sécurité autrichiennes et discussion politique
Le ministre de l'Intérieur Karl Nehammer (ÖVP) pointe la principale erreur judiciaire au lendemain de l'attaque alors que le ministère de la Justice est sous la responsabilité d'Alma Zadić (Les Verts), car l'assassin avait été libéré prématurément de sa détention et il souligne le fait que la communication entre les autorités judiciaires et l'Office fédéral pour la protection de la Constitution et la lutte contre le terrorisme (BVT) et l'Office d'État pour la protection de la Constitution et la lutte contre le terrorisme (de) (LVT) n'a pas fonctionné. La ministre de la Justice Alma Zadić défend quant à elle la libération anticipée de prison du terroriste, car les libérations conditionnelles après les deux tiers de la peine de prison sont accompagnées d'une période de suivi de trois ans et de traitement, de soins. Si la peine de prison avait été purgée intégralement en juillet 2020, il n'y aurait plus eu de possibilité de « contrôle » sur le terroriste.
Comme l'a déclaré la porte-parole du Corps de police de la République slovaque à la chaîne d'information TA3 le 4 novembre, des personnes suspectes, y compris le terroriste islamiste, avaient franchi à l'été 2020 la frontière slovaque pour acheter des munitions. Cette information a été immédiatement transmise au BVT (services de renseignement fédéral contre la terrorisme) autrichien. Ce même jour, Nehammer déclare dans une conférence de presse qu'au sein du BVT « quelque chose a mal tourné dans la communication ». Il annonce la formation d'une commission d'enquête indépendante par le ministère de l'Intérieur et celui de la Justice pour enquêter sur les événements De plus, il met la faute sur son prédécesseur à l'Intérieur Herbert Kickl (FPÖ), qu'il avait pourtant défendu contre de telles accusations alors qu'il était ministre du premier gouvernement de coalition de Kurz (ÖVP-FPÖ) et suggère que son passage à l'Intérieur a «endommagé de façon permanente, pour ne pas dire détruit» l'autorité. Kickl et le FPÖ répliquent que Nehammer devrait démissionner.
Au cours de la semaine qui a suivi l'attaque, les médias ont également révélé que dans les mois qui ont suivi sa sortie de prison en décembre 2019, le terroriste avait eu des contacts avec des djihadistes allemands qui étaient connus de la police et qui ont été en rapport avec lui au cours d'une visite à Vienne, ce dont le LVT de Vienne était parfaitement au courant par les services de renseignement allemands (BfV). On ignore pourquoi cette alerte n’a pas été traitée et le tribunal pénitentiaire de Krems, qui aurait pu révoquer sa libération conditionnelle, n’a pas été informé. Le 6 décembre, le directeur des services du renseignement du LVT de Vienne, Erich Zwettler, est démis de ses fonctions.